# Calau-de-monteiro
O calau-de-monteiro  ou calau-de-namibe (Tockus monteiri) é um calau africano , que habita zonas de savana do noroeste da Namíbia e sudoeste de Angola. Tem uma população estimada de 340,000 indivíduos e o seu estado de conservação não merece preocupação.
O calau-de-monteiro é uma ave de médio porte, com 54 a 58 cm de comprimento. A sua plumagem é branca na barriga, cinzenta-escura na cabeça, dorso e pescoço. As asas são também cinzentas, com manchas brancas e penas de vôo secundárias também brancas. A cauda é longa, cinzenta no meio e branca nos lados. As fêmeas são um pouco menores que os machos e distinguem-se pela pele facial azul-turquesa. O bico é a característica mais distintiva da espécies, muito grande e espesso, ligeiramente encurvado e vermelho-alaranjado.
Tem hábitos solitários, mas por vezes pode ser encontrado em bandos, especialmente em torno de boas fontes de alimentação. O calau-de-monteiro está muito bem adaptado ao seu ambiente árido e não necessita de beber com frequência. Por oposição à maioria das espécies da sua família, que são omnívoras, este calau alimenta-se exclusivamente de insectos e outros pequenos artrópodes, que apanha ao nível do solo.
A época de reprodução decorre entre Fevereiro e Março, apenas em anos com uma boa estação das chuvas. Neste período, o calau-de-monteiro migra até ao extremo sul da sua distribuição, na área de Windhoek, onde constrói ninhos em buracos de árvore ou nichos rochosos. Cada postura contém entre 3 e 5 ovos. Como na maioria dos calaus, a fêmea realiza a incubação sozinha, selada no ninho por uma parede de lama e é alimentada pelo macho durante cerca de três semanas.